# Amayé-sur-Orne
Amayé-sur-Orne là một xã ở tỉnh Calvados, thuộc vùng Normandie ở tây bắc nước Pháp.